# Laninoniscus giambiagiae
Laninoniscus giambiagiae is een pissebed uit de familie Bathytropidae. De wetenschappelijke naam van de soort is voor het eerst geldig gepubliceerd in 1973 door Reca.